# Potamidae
I Potamidi (Potamidae Ortmann, 1896) sono una famiglia di granchi di acqua dolce.

## Distribuzione
I Potamidi hanno un ampio bacino di distribuzione che comprende l'Africa nord-occidentale, l'Europa sud-orientale, il Medio Oriente, la regione Himalayana, l'Asia sud-orientale e la Cina.

## Tassonomia
La famiglia comprende i seguenti generi:
Sottofamiglia: Potaminae
Generi: Acanthopotamon - Himalayapotamon - Lobothelphusa - Potamon
Sottofamiglia: Potamiscinae
Generi: Acartiapotamon - Allopotamon - Amamiku - Aparapotamon - Apotamonautes - Artopotamon - Bottapotamon - Candidiopotamon - Carpomon - Cerberusa - Chinapotamon - Cryptopotamon - Daipotamon - Demanietta - Dromothelphusa - Erebusa - Esanpotamon - Flabellamon - Geothelphusa - Hainanpotamon - Heterochelamon - Huananpotamon - Ibanum - Insulamon - Isolapotamon - Johora - Kanpotamon - Lacunipotamon - Laevimon - Larnaudia - Latopotamon - Lophopotamon - Malayopotamon - Mediapotamon - Mindoron - Minpotamon - Nanhaipotamon - Neilupotamon - Nemoron - Neolarnaudia - Neotiwaripotamon - Ovitamon - Parapotamon - Parapotamonoides - Pararanguna - Parvuspotamon - Phaibulamon - Pilosamon - Potamiscus - Pudaengon - Qiangpotamon - Rathbunamon - Ryukyum - Sinolapotamon - Sinopotamon - Socotra - Socotrapotamon - Stelomon - Stoliczia - Takpotamon - Tenuilapotamon - Tenuipotamon - Terrapotamon - Thaiphusa - Thaipotamon - Tiwaripotamon - Tomaculamon - Trichopotamon - Vadosapotamon - Vietopotamon - Villopotamon - Yarepotamon